# Euphyia insolens
Euphyia insolens är en fjärilsart som beskrevs av Claude Herbulot 1988. Euphyia insolens ingår i släktet Euphyia och familjen mätare. Inga underarter finns listade i Catalogue of Life.